# Nagakute (Aichi)
Nagakute (長久手市 Nagakute-shi?) är en stad öster om Nagoya, Aichi prefektur, Japan. Staden fick stadsrättigheter 2012. Nagakute är mest känt för att den huvudsakliga utställningsarean för Världsutställningen i Aichi 2005 var i östra Nagakute. Till världsutställningen byggdes maglevbanan Linimo som fortsatt genomkorsar kommunen från öst till väst och ger Nagakute anslutning till Higashiyamalinjen i Nagoyas tunnelbanenät och järnvägslinjen Aichi Loop Line (愛知環狀鐵道 Aichi-kanjo Tetsudo?).

## Historia
Vid slaget i Nagakute (長久手の戦い Nagakute no tatakai?) 17 maj 1584 besegrade Tokugawa Ieyasu Toyotomi Hideyoshi. Slaget representerar klimax för konflikten mellan Japans två största krigsherrar.

## Sevärdheter
Toyota bilmuseum.
Expo Memorial Park (愛・地球博記念公園 Aichikyuhaku-kinen-koen?), lokalen för världsutställningen är idag en park och idrottsanläggning med ishall, badhus, utomhus vattenpark för barn mm.